# Movimiento Zeitgeist
El Movimiento Zeitgeist es una organización sin ánimo de lucro creada en 2008 después de estrenar la película Zeitgeist: Addendum, la cual convoca a su fundación. Aboga principalmente por la transición hacia un sistema de economía planificada global en el que todos los recursos, una vez declarados patrimonio común de toda la humanidad, serían administrados racionalmente utilizando el método científico y la tecnología para crear un acceso igualitario a los bienes. Este modelo socioeconómico ha sido denominado «Modelo económico basado en recursos y leyes naturales». Según el movimiento, este sistema minimizaría o eliminaría el clasismo estructural como también gran parte de la contaminación ambiental que hoy en día son producto de la ineficiencia en el manejo de recursos para maximización de utilidades. Considera que una gran parte de los trabajos actuales pueden y deben ser automatizados y que tan solo se necesita un bajo porcentaje de la población, debidamente cualificada, para administrar y crear los sistemas computarizados de organización.

## Filosofía e historia
El Movimiento Zeitgeist se describe como un grupo educativo basado en la postura de que la economía de mercado monetario debe ser reemplazada por un sistema en el cual los recursos de la Tierra son igualmente accesibles por sus habitantes; este sería un sistema donde tecnologías como el dinero y el Estado se tornarían obsoletas, así como la deuda, el crédito, las transacciones, el trueque, el trabajo asalariado, la propiedad privada y el ánimo de lucro. Los miembros del Movimiento Zeitgeist defienden que el actual sistema socioeconómico es estructuralmente corrupto y necesita ser reemplazado por un sistema basado en el empleo eficiente y cuidadoso de los recursos a través del potencial tecnológico del desarrollo sostenible y distribuido.
El movimiento sostiene que la humanidad puede emplear energías renovables así como sistemas computarizados automáticos a escala global para cubrir gratuitamente las necesidades humanas. Afirma que las máquinas podrían realizar casi todas las tareas de distribución y producción de recursos y que un reducido número de personas vigilarían y supervisarían las máquinas y ordenadores.
El origen del Movimiento Zeitgeist fue una reacción al documental de Peter Joseph Zeitgeist: Addendum (2008). El Movimiento Zeitgeist fue el brazo activista del Proyecto Venus, que apareció en los documentales Zeitgeist: Addendum y Zeitgeist: Moving Forward (enero de 2011) como una ejemplificación del modelo propuesto, Joseph señala que inicialmente iba a presentar a Buckminster Fuller en su lugar. En agosto de 2011, los grupos se separaron y ya no están asociados.

## Día Zeitgeist
El Movimiento lleva a cabo un evento anual, el Día Zeitgeist o Día Z, cada año a mediados de marzo. El primer Día Z tuvo lugar en 2009 en Nueva York. El evento de 2010 también tuvo lugar en Nueva York, con «337 eventos simpatizantes llevándose a cabo en más de 70 países en todo el mundo». Los principales eventos de 2011 y 2012 se alojaron en Londres y Vancouver respectivamente. El evento de 2013 se llevó a cabo en Los Ángeles y en 2014 tuvo lugar en Toronto, Canadá.

## Críticas al Movimiento Zeitgeist
The Huffington Post, The New York Times, The Palm Beach Post, Globes, GlobesTheMarker, VC Reporter, RT y Reason magazine criticaron varios aspectos del movimiento Zeitgeist, concretamente: (a) utopismo, (b) menos incentivos de trabajo en la economía que proponen, (c) dificultades prácticas en la transición a esa economía y (d) promover las teorías conspiracionistas del 11S en Zeitgeist: The Movie. Peter Joseph respondió a las críticas diciendo que las dificultades prácticas pueden superarse y que Zeitgeist no cree en utopías sino que aboga por la continua actualización de las nociones sociales sobre economía y política, realineándolas con los nuevos descubrimientos científicos y técnicos, a la vez que se mantiene a los trabajadores motivados. Los defensores sostienen que no hay una relación directa entre las teorías conspirativas en el primer documental Zeitgeist y el movimiento, puesto que el movimiento se fundó con base a la segunda película de Peter Joseph, no en la primera.
Un artículo en el Journal of Contemporary Religion describió el movimiento como un ejemplo de «conspiritualismo», una mezcla entre espiritualidad New Age con teorías de conspiración que alegan que Zeitgeist: The Movie reivindica que "la religión organizada sirve para el control social y que el 11S fue un ataque de falsa bandera". El Movimiento expresó que el artículo retrata "una imagen incorrecta, engañosa, ofensiva y difamatoria del movimiento", y que la teoría de la conspiración relatada en el primer documental no tiene relación con el movimiento.
En la revista Tablet, la periodista Michelle Goldberg criticó Zeitgeist: The Movie por «estar impregnada de extrema derecha y ser aislacionista y una teoría de la conspiración antisemita encubierta» y llamó al Movimiento Zeitgeist «el primer culto basado en internet del mundo, con miembros que repiten las palabras del grupo con alegre y rutinaria fidelidad». El Movimiento Zeitgeist expresó que las acusaciones eran «erróneas, peyorativas, despectivas y con la intención de silenciar el mensaje del movimiento», y que el movimiento no culpa a banqueros internacionales, líderes de corporaciones o políticos individualmente, sino al sistema socioeconómico global que apoya sus valores.